# Beït-Yéhoshoua
Beït-Yéhoshoua (בית יהושע) est un moshav situé sur la côte méditerranéenne, près de Netanya.
Beït-Yéhoshoua est fondé en 1938 tout d'abord comme kibboutz, lors du programme Tour et Muraille. En 1950, il fonctionne en tant que moshav.
Son nom rappelle le souvenir de Yéhoshoua Tahoun, membre actif de la société sioniste Hahsharat Hayishouv.
Beït-Yéhoshoua abrite aujourd'hui une importante gare ferroviaire, desservant Netanya, les kibboutzim et les moshavim de la région.
Les 1006 habitants du moshav vivent du produit d'un poulailler, d'une étable, de ruches et de la culture de l'avocat, des noix de pécan et de fleurs.